# ترميز تمثيل البيانات المضغوطة
في علوم الحاسوب ترميز CDR هو تمثيل البيانات المضغوطه لقوائم ليسب المتصلة. وتم تطويره وحصوله على براءة اختراع من مختبر الذكاء الاصطناعي في معهد ماساتشوستس للتكنولوجيا، وطُبق على أجهزة الكمبيوتر في العديد من آلات ليسب المشتقة من الإم آي تي CADR.

## نبذة
تكويد سي دي آر في الحقيقة يعتبر فكرة عامة نوعا ما، وفي حال انتهى كائن البيانات A بإشارة إلى هيكل بيانات آخر B ، وبدلاً من ذلك نستطيع وضع الهيكل ب هناك، متشابكة ومكمله لنهاية «أ». من خلال القيام بهذا الإجراء نحرر المساحة اللازمة للمرجع، والتي يمكن زيادتها إذا تم تنفيذها عدة مرات، وتحسين مكان المرجع، وتحسين الآداء على الأجهزة الحديثة.

## التعديل
فعالية التعديل واضحه خاصتاً للقوائم المستندة على السلبيات التي تم إنشاؤها لأجلها، نقوم بتحرير حوالي نصف المساحة لكل عقدة نجري عليها هذا التحول.
إجراء هذا التعديل ليس بالأمر الوارد دائماً، بسبب عدم وجود مساحة كبيرة شاغره وكافية بعد نهاية «أ». وبالتالي ستنتهي بعض الكائنات بمرجع حقيقي، والبعض الآخر بالكائن المرجعي، ويجب أن يكون الجهاز قادر على معرفتها عبر قراءة الخلية النهائية. ويمكن تحقيق ذلك رغم عدم كفاءة البرنامج عبر استخدام المؤشرات الموسومه، والتي تسمح بوسم المؤشر في الموضع الأخير تحديداً بهذه الصفة، ولكن من الأفضل القيام به في الجهاز.
في وجود أجسام قابلة للتغيير، أصبح تكويد السي دي آرأكثر تعقيداً. إذا تم تحديث مرجع ليشير إلى جسم آخر، ولكن هنالك كائن مخزّن في هذا الحقل، فيستوجب نقل هذا الجسم، مع أي مؤشرات موصوله فيه. وهذه النقلات عادة ما تكون مكلفة أو مستحيلة، ليس ذلك وحسب، بل إنها مع مرور الوقت ستتسبب في تجزئة المخزن. عادة مايتم تجنب هذه المشكلة باستخدام ترميز سي دي آر على هياكل البيانات الثابتة.
القوائم المتصلة الممدوده هي الأبسط وفي معضم الأحيان الأعلى أداءًا من ترميز السي دي آر (عدم وجود «المؤشرات الموسومة»، عادةً مايعني تقليل التجزئة). [بحاجة لمصدر] ويستخدم ترميز سي دي آر أقل مساحة ممكنه على القوائم القصيرة.

## روابط خارجية
- Barry Margolin (المحرر). "(2-9) What is CDR-coding?". FAQ: Lisp Frequently Asked Questions. Advameg, Inc. مؤرشف من الأصل في 2020-11-09. اطلع عليه بتاريخ 2011-10-09. {{استشهاد ويب}}: الوسيط |editor1= مفقود (مساعدة)
- Allen، John (1978). The Anatomy of Lisp. McGraw-Hill.